# Освалду Гонсалвіс Крус

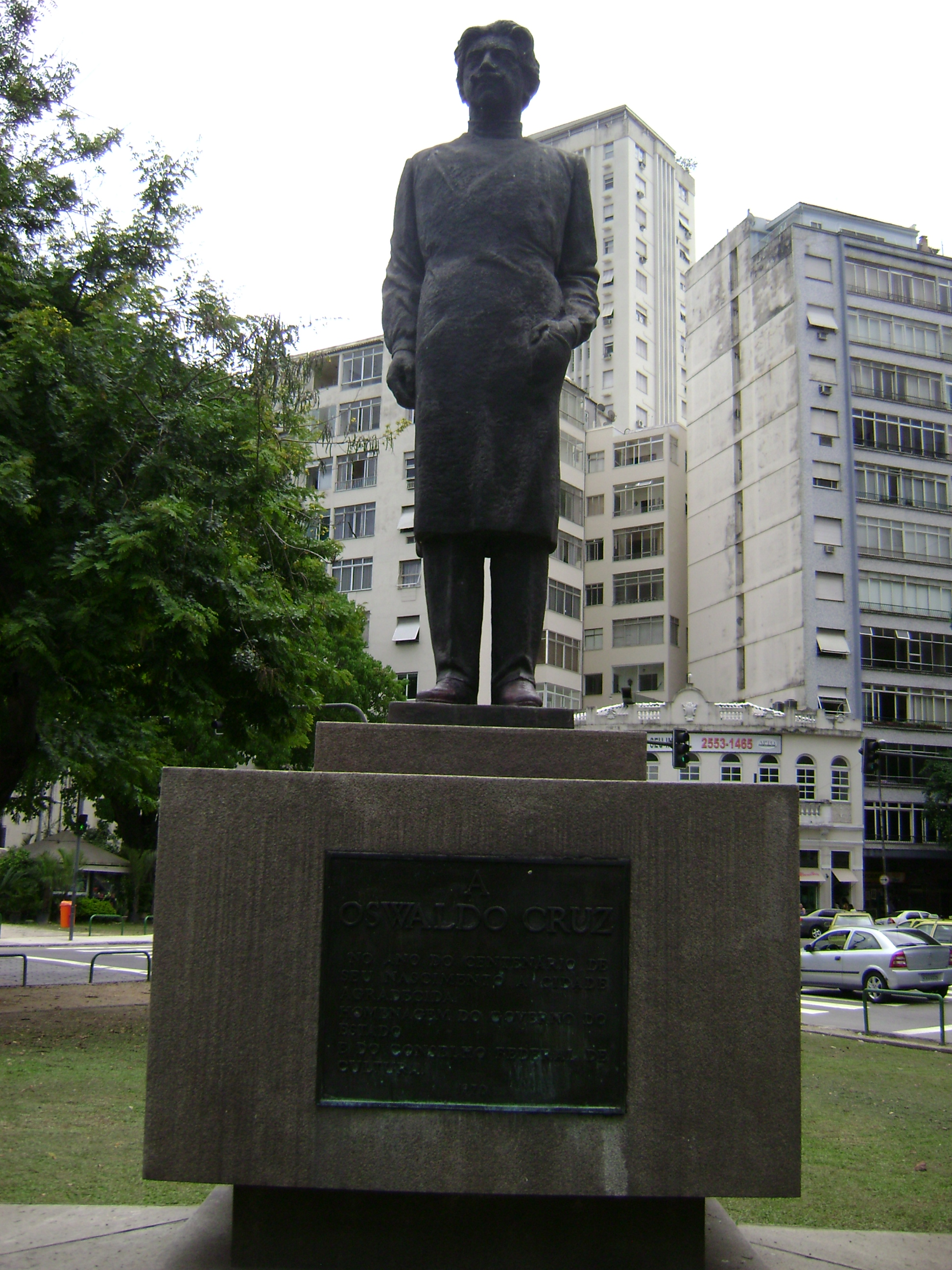
Пам'ятник Освальду Крусу у Ріо-де-Жанейро

Освалду Гонсалвіс Крус (порт. Oswaldo Gonçalves Cruz; також Гонсалвіш; 5 серпня 1872, Сан-Луїс-ду-Парайтінг, штат Сан-Паулу, Бразильська імперія — 11 лютого 1917, Петрополіс, Бразилія) — бразильський науковець, бактеріолог, епідеміолог та гігієніст, державний діяч, міністр охорони здоров'я Бразилії (з 1903), міський голова Петрополіса (з 1916). Доктор медицини (з 1892). Член Бразильської академії літератури (1912—1917).
Засновник та багаторічний керівник Інституту Освальдо Круса (епідеміологічного центру) у Ріо-де-Жанейро, названого його ім'ям.

## Біографія
У дитинстві зі своєю родиною переїхав до Ріо-де-Жанейро. У 15-річному віці вступив на медичний факультет Федерального університету Ріо-де-Жанейро. У 1892 році здобув ступінь доктора медицини, захистивши дисертацію про воду як засіб поширення мікроорганізмів. Натхненний роботами Луї Пастера, в 1896 році вирушив до Парижа, де пройшов спеціалізацію в галузі бактеріології в Інституті Пастера, в якому працювали тоді провідні представники цієї галузі науки того часу.
Надалі досвід, набутий ним в Інституті Пастера, сприяв успішним заходам з викорінення жовтої гарячки, бубонної чуми, малярії та натуральної віспи, які були широко поширені у Бразилії, особливо в штаті Ріо-де-Жанейро.
Ініціював будівництво заводу з виробництва сироватки проти хвороб у Ріо-де-Жанейро. У 1903—1907 роках запропонував методи боротьби з комарами, переносниками інфекції, і місцями їхнього розмноження, обкурювання будинків та ізоляції хворих. Прогрес був дуже повільним. Через опір населення тоді науковцю не вдалося запровадити широко поширену вакцинацію проти натуральної віспи. У 1904 році навіть виникли громадянські заворушення у столиці країни та обов'язкова вакцинація, запропонована Крусом була припинена. Однак у 1908 році сильна епідемія натуральної віспи (загинуло близько 9000 осіб) змусила людей змінити ставлення до вакцинації. Крус був виправданий і його заслуга боротьби з хворобою була визнана.
Започаткував експериментальну медицину та санітарію в Бразилії. Його престиж у міжнародної наукової спільноти був незаперечний. У 1907 році з нагоди 14-го Міжнародного конгресу з гігієни та демографії в Берліні Крус був нагороджений золотою медаллю на знак визнання успіхів санітарії в Ріо-де-Жанейро. У 1909 році він пішов з посади міністра охорони здоров'я, присвятивши себе виключно епідеміологічному інституту, названому пізніше його ім'ям.
Помер у 1917 році через ниркову недостатність.
Його син Вальтер Крус, шестиразовий чемпіон Бразилії з шахів (між 1938 та 1953 роками).

## Пам'ять

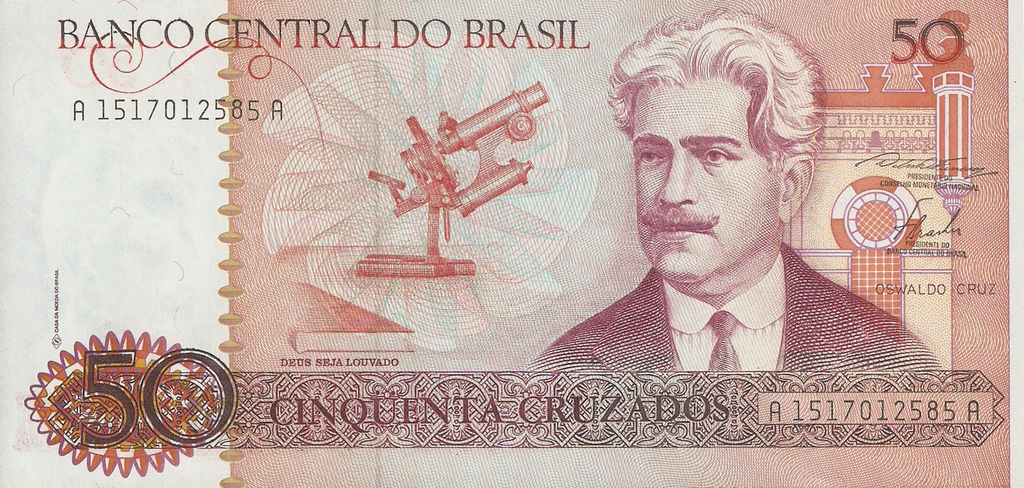
Банкнота в 50 бразильських крузадос

- Освальду Гонсалвісу Крусу встановлено пам'ятник у Ріо-де-Жанейро і погруддя у м. Флоріанополіс.
- На його честь названий район у Ріо-де-Жанейро і вулицю в 16-му окрузі Парижа.
- Його зображення було вміщено на 50 бразильських крузадос (1986).
- Засновано медаль та фонд його імені.
- Іменем О. Круса названо шпитальне судно ВМФ Бразилії.
- Пошта Бразилії випустила марку, присвячену Крусу (1954).
- На честь свого вчителя О. Круса науковець Карлус Шагас назвав відкритий ним вид одноклітинних організмів із родини трипаносоматид — Trypanosoma cruzi.